# Doi Suthep (Berg)

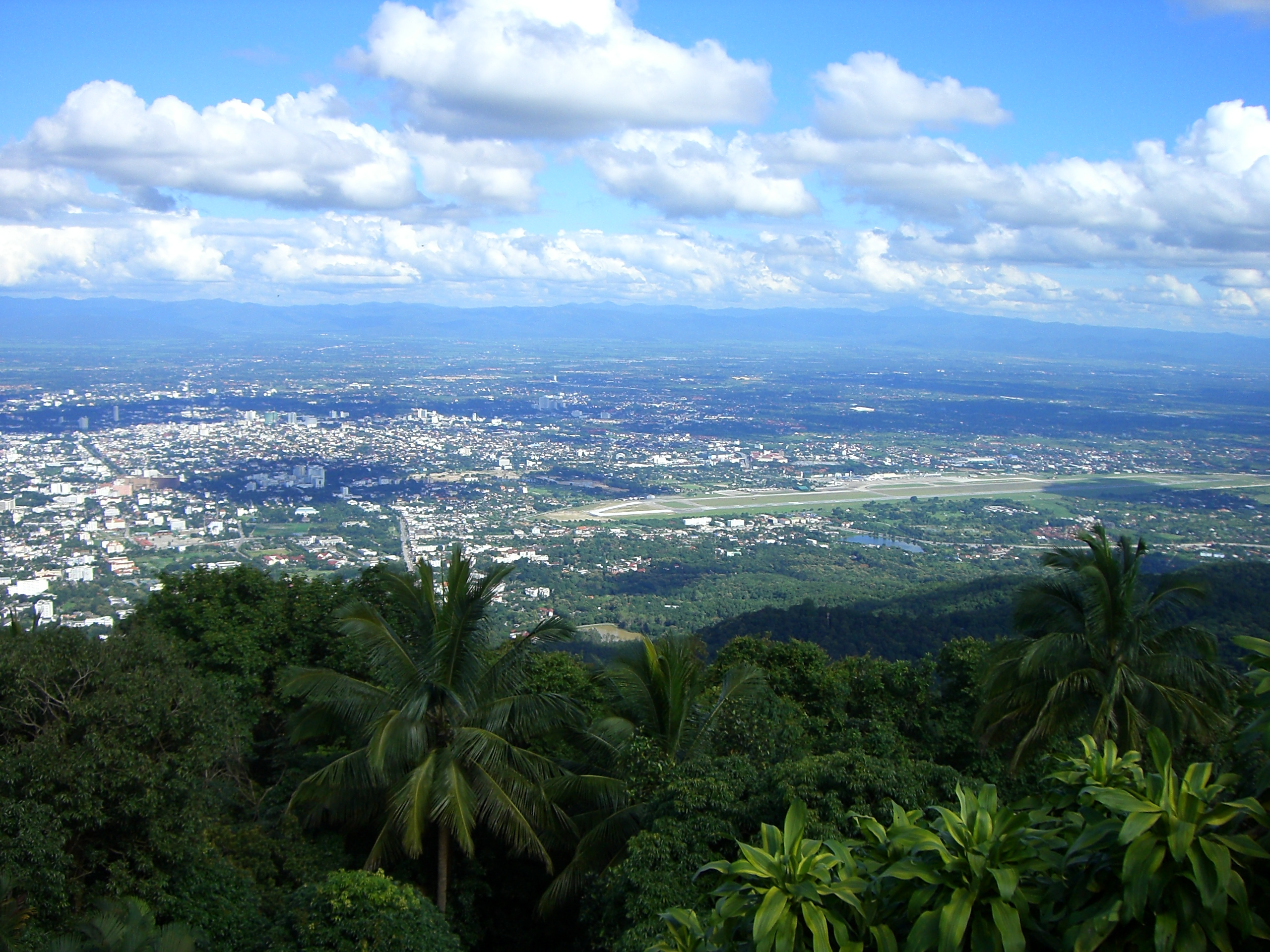
Blick vom Doi Suthep auf Chiang Mai

Der Doi Suthep (thailändisch ดอยสุเทพ) ist ein 1676 m hoher Berg in der Provinz Chiang Mai in Nordthailand. 
Der Doi Suthep liegt westlich der Stadt Chiang Mai im Nationalpark Doi Suthep-Doi Pui.
Der Doi Suthep gehört zur Daen-Lao-Bergkette, die sich über eine Länge von 200 Kilometern entlang der nördlichen Grenze Thailands zieht. Die Berge bilden die Wasserscheide zwischen dem Saluen- und dem Mekong-System. Das Wasser der nördlichen Flanke fließt direkt in den Saluen, während das Wasser der südlichen Flanke zum Teil nach Südwesten abfließt, wo der Mae Nam Pai seinen Weg durch die Kette bricht und in den Saluen mündet, und teilweise in das System des Mae Nam Ping und damit letztendlich in den Mae Nam Chao Phraya. Die Daen-Lao-Bergkette beginnt bei Chiang Saen im Osten. Das westliche Ende ist nicht klar definiert, Geographen schließen gewöhnlich die Bergkette des höchsten Berges Thailands, des Doi Inthanon mit ein. Neben dem Doi Suthep mit einer Höhe von 1676 Metern sind Erhebungen wie der Doi Pui (1685 Meter Höhe), der Doi Luang Chiang Dao (2175 Meter Höhe) und der Doi Inthanon mit 2567 Metern Höhe Teil dieser Bergkette.
An den östlichen Hängen des Doi Suthep befindet sich weithin sichtbar der Wat Phra That Doi Suthep, eine buddhistische Tempelanlage (Wat), die das Wahrzeichen Chiang Mais darstellt und etwa 15 Kilometer westlich vom Stadtzentrum liegt.